# Oláhciklény
Oláhciklény (németül: Spitzzicken, horvátul: Hrvatski Cikljin, a gradišćei nyelv régebbi alakjában Horvatski Ciklin és Hervatski Ciklin alakokat fedezhetünk fel) Vasvörösvár településrésze, egykor önálló község Ausztriában Burgenland tartományban a Felsőőri járásban.

## Fekvése
Felsőőrtől 5 km-re keletre fekszik.

## Története
A régészeti leletek tanúsága szerint területén már a bronzkorban is állt település.
A mai települést a 16. század közepén alapították, 1567-ben "Wy Zeck" alakban említik először. Német nevét 1586-ban említik először. 1614-ben "Olah-Cziklin" néven szerepel egy oklevélben. Nevének előtagját első lakóiról kapta, később a településen a horvátok kerültek többségbe. Egy 1744-ből származó oklevél szerint lakói nemesek voltak. A falu első fakápolnáját 1686-ban építették, János evangélista tiszteletére volt szentelve. Mai temploma 1821-ben épült.
Vályi András szerint " Oláh Cziklin. Vollendorf. Horvát, és elegyes falu Vas Vármegyében, földes Urai a’ Czisztertziták, lakosai katolikusok, fekszik N. Falva mellett, ’s lakosai marhákkal is kereskednek. Határja középszerű, legelője jó, második Osztálybéli."
Fényes Elek szerint " Oláh-Cziklin, (Spicz), német falu, Vas vmgyében, szinte gróf Erdődy Györgyé, 343 kath. lak."
Vas vármegye monográfiája szerint " Oláh-Cziklin. Házszám 56, lélekszám 462. Lakosai horvátajkúak, vallásuk r. katholikus. Postája és távírója Vörösvár. Birtokosok az Erdődyek."
1910-ben 373, túlnyomóan horvát lakosa volt. A trianoni békeszerződésig Vas vármegye Felsőőri járásához tartozott. 1921-ben Ausztria Burgenland tartományának része lett. 1971-ben közigazgatásilag Vasvörösvárhoz csatolták. Lakóinak többsége ma is horvát nemzetiségű.

## Nevezetességei
Szent Borbála tiszteletére szentelt római katolikus temploma 1821-ben épült, 2002-ben renoválták.